# Constantin Daicoviciu (Caraș-Severin)
Constantin Daicoviciu (fino al 1974 Căvăran) è un comune della Romania di 2955 abitanti, ubicato nel distretto di Caraș-Severin, nella regione storica del Banato.
Il comune è formato dall'unione di 6 villaggi: Constantin Daicoviciu, Maciova, Mâtnicul Mare, Peștere, Prisaca, Zăgujeni.
Già chiamato Căvăran, il comune ha assunto la denominazione attuale nel 1974 in onore dello storico e archeologo Constantin Daicoviciu (1898-1973) che vi è nato.